# Neuromodulatie
Neuromodulatie is een proces waarbij neurofysiologische signalen actief geïnitieerd of beïnvloed worden met als doel de functie en werking van het zenuwstelsel te beïnvloeden. Neuromodulatie kan gebruikt worden om therapeutische effecten te bereiken, waarbij een verloren gegane functie wordt hersteld. 

## Methodes
Neuromodulatie kan gebruik maken van: elektrische (wel of niet invasief), magnetische of chemische methodes. Het gaat steeds om stimulatie of inhibitie van specifieke regio’s in het zenuwstelsel, dus het slikken van medicatie valt er niet onder.
Invasieve elektrische stimulatie vindt in de meeste gevallen plaats door middel van een in het lichaam geplaatste pulsgenerator. Vanuit deze pulsgenerator loopt een elektrische draad naar een elektrode die zich in het lichaam bevindt. De pulsgenerator bevat een batterij voor de benodigde energie van het elektrisch stimuleren, een microprocessor die het stimulatieprogramma aanstuurt en een antenne die het mogelijk maakt om vanaf buiten het lichaam draadloos informatie uit te wisselen met de pulsgenerator. Voorbeelden zijn diepe hersenstimulatie (DBS) en ruggenmergstimulatie.
Er bestaan ook vormen van elektrische neuromodulatie waarbij de elektrode op de huid is aangebracht. Dit zijn de niet-invasieve elektrische neuromodulatietechnieken. Voorbeelden hiervan zijn transcranial direct current stimulation (tDCS) en transcutane elektrische zenuwstimulatie (TENS).
Magnetische neuromodulatie is altijd niet-invasief, omdat magnetische velden heel gemakkelijk toegang tot het lichaam hebben. Dit is een belangrijk verschil met elektrische modulatie: de elektrische permeabiliteit van de intacte huid is zeer laag, de magnetische permeabiliteit is daarentegen zeer hoog. De magnetische neuromodulatietechnieken zijn transcraniële magnetische stimulatie (TMS) en gepulste elekromagnetische velden (GEMV).
Een vierde techniek voor neuromodulatie is het lokaal toedienen van stoffen in de hersen-ruggenmergvloeistof ter hoogte van het ruggenmerg of de ventrikels waarbij gebruikgemaakt wordt van bepaalde receptoren in het zenuwweefsel. Hierbij wordt veelal gebruikgemaakt van een in het lichaam geplaatste pomp. De pomp bevat naast een batterij, microprocessor en een antenne ook een reservoir, dat transcutaan bijgevuld kan worden met een werkzame stof naar keuze. Een dun katheter leidt de stof naar de plek van interesse in het lichaam.

## Geschiedenis
Sinds het begin van de jaren ’60, na de komst van de pacemaker voor het hart, is gekeken naar mogelijkheden voor neuromodulatie als vorm van therapie, voornamelijk systemen voor neurologische toepassing. Ondertussen heeft dit op een aantal van deze terreinen geleid tot geaccepteerde neuromodulatie systemen. Bekende toepassingen van neuromodulatie zijn: nervus-vagusstimulatie bij epilepsie, intrathecale Baclofen bij spasticiteit, ruggenmergstimulatie bij chronische pijn, diepe hersenstimulatie bij de ziekte van Parkinson en sacrale neuromodulatie bij overactieve blaas, urineretentie, fecale incontinentie en obstipatie.

## Trends
Door wetenschappelijke ontwikkelingen op zowel het gebied van het menselijke zenuwstelsel, als op het gebied van de technologie, zal naar verwachting het aantal toepassingen voor neuromodulatie verder toenemen. De trends op dit gebied zijn: complexere en intelligentere systemen, toenemende informatie-uitwisseling met het lichaam van de gebruiker, modulaire systemen die breder kunnen worden toegepast, verschuivingen binnen de zorg naar meer poliklinische behandelingen, samenwerking met de industrie, verschuiving van vraag naar hulpmiddelen ten behoeve van minder zware handicaps, en verschuiving van uitwendig naar inwendig.